# Ruta Provincial 25 (Salta)
La Ruta Provincial 25 es el nombre de un camino pavimentado de 56 km ubicado en el sur de la provincia de Salta, República Argentina, que une la ciudad de Rosario de la Frontera con el pueblo de El Tala, el que se ubica a 1 km del límite interprovincial Salta-Tucumán.

## Historia
Este camino formaba parte del camino real, un sendero para carretas usado en la época colonial, que unía Buenos Aires con Potosí y Lima.
En el siglo XX, con la construcción de carreteras para automotores, este camino formó parte de la red de rutas nacionales, con la denominación Ruta Nacional 9 entre 1935 y 1943. En dicho año, se le cambió el nombre a Ruta Nacional 55. En 1979 volvió a su denominación anterior al ceder el Gobierno Nacional la antigua traza de la Ruta 9 a la Provincia de Salta.
En la década de 1980 el Gobierno Nacional construyó la nueva traza de la Ruta 9 cinco km al sudeste, cediendo este camino a la Provincia de Salta, que le cambió la denominación a Ruta Provincial 25.

### Provincia de Salta
Recorrido: 48 km (kilómetro 0-48).
- Departamento de La Candelaria: El Tala (kilómetro 0).
- Departamento de Rosario de la Frontera: Rosario de la Frontera (km 48).